# Championnat d'Arabie saoudite de football
Le championnat d'Arabie saoudite de football, dénommé Saudi Pro League (en arabe : الدوري السعودي للمحترفين) ou Roshn Saudi League car sponsorisée avec Roshn, est créé en 1975. Il oppose les dix-huit meilleurs clubs du pays au sein d'une poule unique où ils s'affrontent en matchs aller-retour.

## Histoire
Jusqu'à la fin des années 1950, le football en Arabie saoudite était organisé sur une base régionale, le seul tournoi national étant la Coupe du Roi. En 1957, le premier processus de qualification consolide les tournois régionaux des régions Centre, Ouest, Est et Nord. Les clubs ont concouru dans leurs ligues régionales pour se qualifier pour la Coupe du Roi, qui était la dernière étape de la compétition. Le vainqueur de la coupe n'était pas pour autant le vainqueur du championnat national qui n'existait pas encore à l'époque.
En 1974-1975, on a eu une première saison de championnat national avec un système en deux poules conclu par un match final, qui vu le couronnement du club Al-Nassr, mais ce système n'a duré qu'une seule saison.
La saison 1975-1976 a été annulée en raison du décès du Roi Faisal ben Abdelaziz Al Saoud.
1976 a vu le début de la toute première ligue de football professionnel au Royaume avec huit équipes, la saison suivante, le nombre de clubs est passé à dix. La saison 1981-1982 a vu la fusion de la Premier Ligue Saoudienne et de la Première division saoudienne pour cette saison exclusivement dans le cadre du processus de qualification pour le Mondial de 1982. Vingt équipes ont été divisées en deux groupes, A et B. Les deux premiers de chaque groupe entreraient en demi-finale pour déterminer les champions du classement général. Au cours de la saison suivante, qui est revenue à la compétition régulière du tournoi à la ronde, le nombre de clubs de première division a ensuite été porté à 12 au cours de la saison 1984-1985.
En décembre 1990, la fédération saoudienne de football a décidé de fusionner le championnat avec la Coupe du Roi en un seul tournoi, il a été décidé de réorganiser les compétitions locales et d'introduire le football professionnel. Un nouveau championnat en deux étapes a été formé. La première étape était une compétition régulière à deux poules avec les 4 premiers qualifiés pour la seconde phase à élimination directe, appelée le carré doré. Les clubs ont été autorisés à recruter des joueurs sur une base professionnelle, rendant la ligue semi-professionnelle. Ce système a duré dix-sept saisons avant de revenir à une compétition régulière d'une seule poule. La ligue est devenue entièrement professionnelle en 2007.
Depuis 2008, en fonction du coefficient national, quatre équipes d'Arabie saoudite se qualifient chaque année pour la Ligue des champions de l'AFC. Cela inclut les trois premières places du championnat, ainsi que le vainqueur de la coupe. Si le vainqueur de la Coupe fait également partie des trois meilleures équipes, la quatrième meilleure équipe se qualifie pour les barrages, et si le vainqueur de la coupe ne figure pas dans les trois premières positions du classement, les deux premiers se qualifieront directement pour les phases de groupes tandis que la troisième équipe se qualifiera pour les barrages de la ligue des champions.

### Depuis 2023
La ligue est sur le devant de la scène footballistique internationale depuis la signature de Cristiano Ronaldo à Al-Nassr le 30 décembre 2022.
À l'été 2023, le Portugais est suivi par de nombreux joueurs majeurs des grands championnats européens : 
| Club       | Nombre d'arrivées | Détail des recrues | Total des indemnités de transfert (sans salaires) |
| ---------- | ----------------- | --- | ------------------------------------------------- |
| Al Ahli    | 8                 | Édouard Mendy, Roberto Firmino, Riyad Mahrez, Allan Saint-Maximin, Franck Kessié, Roger Ibañez, Merih Demiral et Gabri Veiga | 183,2M€ (18,5+0+35+27,2+12,5+30+20+40)            |
| Al Hilal   | 7                 | Ruben Neves, Sergej Milinković-Savić, Kalidou Koulibaly, Malcom, Yassine Bounou, Neymar et Aleksandar Mitrovic               | 341,6M€ (55+40+23+60+21+90+52,6)                  |
| Al Nassr   | 6                 | Marcelo Brozović, Seko Fofana, Alex Telles, Sadio Mané, Otávio, Cristiano Ronaldo et Aymeric Laporte                         | 165,1M€ (18+25+4,6+30+60+27,5)                    |
| Al Ittihad | 4                 | Karim Benzema, N'Golo Kanté, Jota et Fabinho                                                                                 | 75,8M€ (0+0+29,1+46,7)                            |
| Al-Ettifaq | 3                 | Jordan Henderson, Moussa Dembélé et Georginio Wijnaldum                                                                      | 24M€ (14+0+10)                                    |
| Al-Shabab  | 2                 | Habib Diallo et Yannick Carrasco                                                                                             | 33M€ (18+15)                                      |
| Al-Taawoun | 2                 | Musa Barrow et Andrei Girotto                                                                                                | 12M€ (8+4)                                        |
| Abha       | 2                 | Karl Toko-Ekambi et Ciprian Tătărușanu                                                                                       | 1,5M€ (1,5+0)                                     |
| Damac      | 1                 | Assan Ceesay | 2,75M€                                            |

Le championnat fait alors la une des journaux internationaux en raison du transfert de ces nombreux joueurs de classe mondiale vers les cinq gros clubs du championnat pour la saison 2023-24,,.

## Palmarès
| Saison    | Champion       | Saison    | Champion       | Saison    | Champion       | Saison    | Champion       | Saison    | Champion      | Saison    | Champion        |
| --------- | -------------- | --------- | -------------- | --------- | -------------- | --------- | -------------- | --------- | ------------- | --------- | --------------- |
| 1974-1975 | Al-Nassr (1)   | 1983-1984 | Al Ahli (2)    | 1992-1993 | Al-Shabab (3)  | 2001-2002 | Al-Hilal (9)   | 2010-2011 | Al-Hilal (13) | 2019-2020 | Al-Hilal (16)   |
| 1975-1976 | Annulée        | 1984-1985 | Al-Hilal (3)   | 1993-1994 | Al-Nassr (5)   | 2002-2003 | Al-Ittihad (6) | 2011-2012 | Al-Shabab (6) | 2020-2021 | Al-Hilal (17)   |
| 1976-1977 | Al-Hilal (1)   | 1985-1986 | Al-Hilal (4)   | 1994-1995 | Al-Nassr (6)   | 2003-2004 | Al-Shabab (4)  | 2012-2013 | Al-Fateh (1)  | 2021-2022 | Al-Hilal (18)   |
| 1977-1978 | Al Ahli (1)    | 1986-1987 | Al-Ittifaq (2) | 1995-1996 | Al-Hilal (7)   | 2004-2005 | Al-Hilal (10)  | 2013-2014 | Al-Nassr (7)  | 2022-2023 | Al-Ittihad (9)  |
| 1978-1979 | Al-Hilal (2)   | 1987-1988 | Al-Hilal (5)   | 1996-1997 | Al-Ittihad (2) | 2005-2006 | Al-Shabab (5)  | 2014-2015 | Al-Nassr (8)  | 2023-2024 | Al-Hilal (19)   |
| 1979-1980 | Al-Nassr (2)   | 1988-1989 | Al-Nassr (4)   | 1997-1998 | Al-Hilal (8)   | 2006-2007 | Al-Ittihad (7) | 2015-2016 | Al Ahli (3)   | 2024-2025 | Al-Ittihad (10) |
| 1980-1981 | Al-Nassr (3)   | 1989-1990 | Al-Hilal (6)   | 1998-1999 | Al-Ittihad (3) | 2007-2008 | Al-Hilal (11)  | 2016-2017 | Al-Hilal (14) | 2025-2026 | -               |
| 1981-1982 | Al-Ittihad (1) | 1990-1991 | Al-Shabab (1)  | 1999-2000 | Al-Ittihad (4) | 2008-2009 | Al-Ittihad (8) | 2017-2018 | Al-Hilal (15) | 2026-2027 | -               |
| 1982-1983 | Al-Ittifaq (1) | 1991-1992 | Al-Shabab (2)  | 2000-2001 | Al-Ittihad (5) | 2009-2010 | Al-Hilal (12)  | 2018-2019 | Al-Nassr (9)  | 2027-2028 | -               |

## Bilan
| Clubs      | Titre(s) | Année(s) |
| ---------- | -------- | --- |
| Al-Hilal   | 19       | 1977, 1979, 1985, 1986, 1988, 1990, 1996, 1998, 2002, 2005, 2008, 2010, 2011, 2017, 2018, 2020, 2021, 2022, 2024 |
| Al-Ittihad | 10       | 1982, 1997, 1999, 2000, 2001, 2003, 2007, 2009, 2023, 2025                                                       |
| Al-Nassr   | 9        | 1975, 1980, 1981, 1989, 1994, 1995, 2014, 2015, 2019                                                             |
| Al-Shabab  | 6        | 1991, 1992, 1993, 2004, 2006, 2012                                                                               |
| Al-Ahli    | 3        | 1978, 1984, 2016                                                                                                 |
| Al-Ettifaq | 2        | 1983, 1987 |
| Al-Fateh   | 1        | 2013 |

## Statistiques

### Top 10 des meilleurs buteurs de l'histoire du championnat
|    | Joueurs              | Buts |
| -- | -------------------- | ---- |
| 1  | Majed Abdullah       | 189  |
| 2  | Nasser Al-Shamrani   | 167  |
| 3  | Omar Al Somah        | 144  |
| 4  | Fahad Al-Hamdan      | 120  |
| 5  | Abderrazak Hamdallah | 120  |
| 6  | Yasser Al-Qahtani    | 112  |
| 7  | Mohammad Al-Sahlawi  | 111  |
| 8  | Sami Al-Jaber        | 101  |
| 9  | Hamzah Idris         | 96   |
| 10 | Obeid Al-Dosari      | 93   |

### Meilleurs buteurs par saison
| Année     | Joueurs                                 | Clubs                              | Buts |
| 1975-1976 | Mohammad S. Abdeli                      | Al-Nasr Riyad                      | 13   |
| 1976-1977 | Nasser Eid                              | Al-Qadisiya Al-Khubar              | 12   |
| 1977-1978 | Mattamd Khojali                         | Al-Ahli Djeddah                    | 14   |
| 1978-1979 | Majed Abdullah                          | Al-Nasr Riyad                      | 13   |
| 1979-1980 | Majed Abdullah                          | Al-Nasr Riyad                      | 17   |
| 1980-1981 | Majed Abdullah                          | Al-Nasr Riyad                      | 21   |
| 1981-1982 | Khalid Al Ma'ajil                       | Al Shabab Riyad                    | 22   |
| 1982-1983 | Majed Abdullah                          | Al-Nasr Riyad                      | 14   |
| 1983-1984 | Hussam Abu Dawood                       | Al Ahli Djeddah                    | 14   |
| 1984-1985 | Hathal Dosari                           | Al Hilal Riyad                     | 15   |
| 1985-1986 | Majed Abdullah                          | Al-Nasr Riyad                      | 15   |
| 1986-1987 | Mohammad Suwaidi                        | Al-Ittihad Djeddah                 | 17   |
| 1987-1988 | Khalid Al Ma'ajil                       | Al-Shabab Riyad                    | 12   |
| 1988-1989 | Majed Abdullah                          | Al-Nasr Riyad                      | 19   |
| 1989-1990 | Sami al-Jaber                           | Al-Hilal Riyad                     | 16   |
| 1990-1991 | Fahad al-Mehallel                       | Al-Shabab Riyad                    | 20   |
| 1991-1992 | Saeed al-Owairan                        | Al-Shabab Riyad                    | 16   |
| 1992-1993 | Sami al-Jaber                           | Al-Hilal Riyad                     | 18   |
| 1993-1994 | Moussa Ndao                             | Al-Hilal Riyad                     | 15   |
| 1994-1995 | Fahd Al Hamdan                          | Al-Riyad                           | 15   |
| 1995-1996 | Ohene Kennedy                           | Al-Nasr Riyad                      | 14   |
| 1996-1997 | Ahmed Bahja                             | Al-Ittihad Djeddah                 | 21   |
| 1997-1998 | Sulaiman Al Hadaithi                    | Al-Najma                           | 15   |
| 1998-1999 | Obeid al-Dosari                         | Al-Wahda La Mecque                 | 20   |
| 1999-2000 | Hamzah Falatah                          | Al-Ittihad Djeddah                 | 33   |
| 2000-2001 | Paulo Jorge Da Silva                    | Al-Ittifaq Dammam                  | 13   |
| 2001-2002 | Dane Valle                              | Al-Riyad                           | 10   |
| 2002-2003 | Carlos Tenorio                          | Al-Nasr Riyad                      | 15   |
| 2003-2004 | Godwin Attram                           | Al-Shabab Riyad                    | 15   |
| 2004-2005 | Sérgio Ricardo                          | Al-Ittihad Djeddah                 | 15   |
| 2005-2006 | Essa Al Mehyani                         | Al-Wahda La Mecque                 | 16   |
| 2006-2007 | Godwin Attram                           | Al-Shabab Riyad                    | 13   |
| 2007-2008 | Nasser al-Shamrani                      | Al-Shabab Riyad                    | 18   |
| 2008-2009 | Nasser al-Shamrani Hicham Aboucherouane | Al-Shabab Riyad Al-Ittihad Djeddah | 12   |
| 2009-2010 | Mohammad al-Shalhoub                    | Al-Hilal Riyad                     | 12   |
| 2010-2011 | Nasser al-Shamrani                      | Al-Shabab Riyad                    | 17   |
| 2011-2012 | Nasser al-Shamrani Victor Simões        | Al-Shabab Riyad Al-Ahli Djeddah    | 21   |
| 2012-2013 | Sebastián Tagliabué                     | Al-Shabab Riyad                    | 19   |
| 2013-2014 | Nasser al-Shamrani                      | Al-Hilal Riyad                     | 21   |
| 2014-2015 | Omar Al-Somah                           | Al-Ahli Djeddah                    | 22   |
| 2015-2016 | Omar Al-Somah                           | Al-Ahli Djeddah                    | 27   |
| 2016-2017 | Omar Al-Somah                           | Al-Ahli Djeddah                    | 24   |
| 2018-2019 | Abderrazak Hamdallah                    | Al-Nassr Riyad                     | 34   |
| 2019-2020 | Abderrazak Hamdallah                    | Al-Nassr Riyad                     | 29   |
| 2020-2021 | Bafétimbi Gomis                         | Al-Hilal Riyad                     | 24   |
| 2021-2022 | Odion Ighalo                            | Al-Hilal Riyad                     | 24   |
| 2022-2023 | Abderrazak Hamdallah                    | Al-Ittihad Djeddah                 | 21   |
| 2023-2024 | Cristiano Ronaldo                       | Al-Nassr                           | 35   |
| 2024-2025 | Cristiano Ronaldo                       | Al-Nassr                           | 25   |